# Bjurtjärns församling
Bjurtjärns församling var en församling i Karlstads stift och i Storfors kommun. Församlingen uppgick 2010 i Storfors församling.

## Administrativ historik
Församlingen bildades 1630 genom en utbrytning ur Karlskoga församling.
Församlingen var till 1869 annexförsamling i pastoratet Karlskoga och Bjurtjärn som från 1753 även omfattade Karlsdals församling. Från 1869 till 1962 utgjorde församlingen ett eget pastorat för att därefter till 2002 vara annexförsamling i pastoratet Lungsund och Bjurtjärn. Församlingen var från 2002 till 2010 annexförsamling i pastoratet Storfors, Lungsund och Bjurtjärn. Församlingen uppgick 2010 i Storfors församling.

## Organister
| Period    | Namn                   | Levnadstid | Övrigt   |
| --------- | ---------------------- | ---------- | -------- |
| 1830-1846 | Lars Wikström          | 1787-1846  | Organist |
| 1847-1870 | Peter Vilhelm Wikström | 1825-1870  | Organist |

## Komministrar
| Sköld | Period | Namn                    | Levnadstid | Övrigt                   |
| ----- | ------ | ----------------------- | ---------- | ------------------------ |
|       |        | Zacharias Olavi Sylvius | -1668      | Drunknade i Knappforsen. |
|       |        | Andreas Jonae Glaf      |            |                          |
|       |        | Ericus Nicolai Tingberg | -1732      |                          |

## Kyrkobyggnader
- Bjurtjärns kyrka